# Тиргартен (парк)
Тирга́ртен, официально Большо́й Тирга́ртен (нем. Großer Tiergarten) — парк в центре Берлина. Площадь самого большого парка Берлина составляет 210 га. Для сравнения: Гайд-парк в Лондоне занимает площадь 125 га и Центральный парк в Нью-Йорке — 335 га. Несколько больших автомагистралей проходят по парку, среди них улица 17 Июня. Они перекрещиваются на площади Большая Звезда, в середине которого находится берлинская колонна Победы.

## История
На месте парка были охотничьи угодья бранденбургских курфюрстов. Туда специально запускали диких зверей и огромный участок леса был огорожен, чтобы звери не могли выбежать из него. Отсюда и пошло название — Tiergarten, что означает «Парк животных».
С началом правления Фридриха II в середине XVIII века, который не любил охоту, эти охотничьи угодья перестали существовать. В 1742 году Фридрих II поручил своему придворному архитектору Георгу Венцелаусу фон Кнобельсдорфу заложить на месте Тиргартена парк развлечений для народа. Кнобельсдорф устроил регулярный парк в стиле барокко — с прудами, скульптурами, беседками, фонтанами и скамейками. В это же время для развлечения публики в Тиргартене была Фазанария, из которой впоследствии вырос Берлинский зоопарк.
В конце XVIII века Тиргартен был переделан в английский ландшафтный парк с газонами и полянами. В таком виде Большой Тиргартен просуществовал до конца XIX столетия.
В конце XIX века в парке были поставлены многочисленные памятники — королю Фридриху Вильгельму III и его жене Луизе, а также выдающимся германским писателям и композиторам.
Во времена нацистской Германии Тиргартен был включён в план по перестройке Берлина в «столицу мира Германию». Шарлоттенбургское шоссе (ныне — улица 17 Июня) было расширено, в центр Тиргартена была перенесена колонна Победы.
Деревья Тиргартена после окончания Второй мировой войны из-за недостатка угля рубили на дрова. Из 200 тысяч деревьев парка остались только 700. На свободных площадках парка устраивали огороды.
С 1961 года Тиргартен постепенно восстанавливался. Были высажены деревья, отремонтированы мостики, памятники и дорожки. Большой Тиргартен охраняется государством как памятник садово-паркового искусства.